# Mycomya lutea
Mycomya lutea är en tvåvingeart som beskrevs av Günther Enderlein 1910. Mycomya lutea ingår i släktet Mycomya och familjen svampmyggor. Inga underarter finns listade i Catalogue of Life.